# Gauliga Südhannover-Braunschweig 1944/45
Die Gauliga Südhannover-Braunschweig 1944/45 war die dritte Spielzeit der Gauliga Südhannover-Braunschweig des Fachamtes Fußball. Um den Fußballbetrieb aufrechtzuerhalten, wurden kleinere Gruppen gebildet, um Fahrzeiten und -kosten gering zu halten. Dennoch wurde in allen Gruppen nach und nach der Spielbetrieb eingestellt, so dass die Gaumeisterschaft abgebrochen wurde.
Mit der Kapitulation Deutschlands endete auch das Bestehen der Gauliga Südhannover-Braunschweig. Mit der Britischen Zonenmeisterschaft gab es in der Nachkriegszeit wieder einen überregionalen Spielbetrieb für Norddeutschland; räumlich entsprach die 1945 installierte Oberliga Niedersachsen-Süd der Gauliga Südhannover-Braunschweig (siehe dazu: Britische Zonenmeisterschaft (Fußball)).

## Gruppe Göttingen (abgebrochen)
| Pl. | Verein                     | Sp. | S | U | N | Tore    | Diff. | Punkte |
| --- | -------------------------- | --- | - | - | - | ------- | ----- | ------ |
| 1.  | SVG Göttingen 07           | 3   | 3 | 0 | 0 | 018:400 | +14   | 06:0   |
| 2.  | VfL Holzminden             | 2   | 1 | 0 | 1 | 010:400 | +6    | 02:20  |
| 3.  | 1. SC Göttingen 05         | 0   | 0 | 0 | 0 | 000:000 | ±0    | 0:0    |
| 4.  | SC Northeim                | 0   | 0 | 0 | 0 | 000:000 | ±0    | 0:0    |
| 5.  | TG 1860 Hannoversch-Münden | 1   | 0 | 0 | 1 | 000:400 | −4    | 0:20   |
| 6.  | SV Einbeck 05              | 2   | 0 | 0 | 2 | 003:190 | −16   | 0:40   |

## Gruppe Braunschweig (abgebrochen)
Aus der Gruppe Braunschweig sind aktuell nur die Teilnehmer überliefert. Ob ein Spielbetrieb überhaupt stattfand, konnte bisher nicht ermittelt werden.
Teilnehmer:
- Eintracht Braunschweig
- VfB Braunschweig
- SV Brunswick Braunschweig
- KSG MTV/Leu Braunschweig
- DJK Schwarz-Weiß Braunschweig
- LSV Braunschweig
- Germania Wolfenbüttel

## Gruppe Hannover (abgebrochen)

### Staffel 1
| Pl. | Verein              | Sp. | S | U | N | Tore    | Diff. | Punkte |
| --- | ------------------- | --- | - | - | - | ------- | ----- | ------ |
| 1.  | DTSG 74 Hannover    | 3   | 3 | 0 | 0 | 022:100 | +21   | 06:0   |
| 2.  | KSG Wülfel/Döhren   | 2   | 1 | 0 | 1 | 007:400 | +3    | 02:20  |
| 3.  | SV Arminia Hannover | 2   | 1 | 0 | 1 | 005:800 | −3    | 02:20  |
| 4.  | Werkesport Hannover | 1   | 0 | 0 | 1 | 000:300 | −3    | 0:20   |
| 5.  | GfL Linden          | 1   | 0 | 0 | 1 | 000:600 | −6    | 0:20   |
| 6.  | DSC Barsinghausen   | 1   | 0 | 0 | 1 | 000:120 | −12   | 0:20   |

### Staffel 2
| Pl. | Verein              | Sp. | S | U | N | Tore    | Diff. | Punkte |
| --- | ------------------- | --- | - | - | - | ------- | ----- | ------ |
| 1.  | Hannover 96         | 3   | 3 | 0 | 0 | 010:200 | +8    | 06:0   |
| 2.  | Eintracht Hannover  | 2   | 1 | 0 | 1 | 005:400 | +1    | 02:20  |
| 3.  | Borussia Hannover   | 3   | 1 | 0 | 2 | 007:100 | −3    | 02:40  |
| 4.  | SpVgg Seelze/Letter | 1   | 0 | 1 | 0 | 001:100 | ±0    | 01:10  |
| 5.  | MTV Ricklingen      | 2   | 0 | 1 | 1 | 001:600 | −5    | 01:30  |
| 6.  | SV Limmer 1910      | 1   | 0 | 0 | 1 | 003:400 | −1    | 0:20   |

### Staffel 3
| Pl. | Verein                | Sp. | S | U | N | Tore    | Diff. | Punkte |
| --- | --------------------- | --- | - | - | - | ------- | ----- | ------ |
| 1.  | Werder Hannover       | 3   | 3 | 0 | 0 | 018:600 | +12   | 06:0   |
| 2.  | SV Odin Hannover      | 2   | 2 | 0 | 0 | 020:300 | +17   | 04:0   |
| 3.  | SpVgg 1897 Hannover   | 2   | 1 | 0 | 1 | 007:900 | −2    | 02:20  |
| 4.  | FC Ronnenberg         | 1   | 0 | 0 | 1 | 003:500 | −2    | 0:20   |
| 5.  | SV Linden 07          | 2   | 0 | 0 | 2 | 004:190 | −15   | 0:40   |
| 6.  | Sportfreunde Anderten | 2   | 0 | 0 | 2 | 003:130 | −10   | 0:40   |

### Staffel 4
Teilnehmer:
- MSV Jäger 7 Bückeburg
- BSG Bad Eilsen
- Marathon Stadthagen

## Gruppe Harz (abgebrochen)
Teilnehmer:
- MTV Goslar
- VfL Seesen
- SG Osterode
- SG Bergbau Salzgitter I
- SG Bergbau Salzgitter II

## Gruppe Hildesheim (abgebrochen)
Teilnehmer:
- SC Harsum
- KSG RSV/SV 07 Hildesheim
- SV Fortuna Lebenstedt
- FC Concordia Hildesheim